# Jaime Vargas Suárez
Jaime Rodrigo Vargas Suárez (Barranquilla, 10 de agosto de 1938 - 9 de octubre de 2017) fue un político, empresario y economista  colombiano. Fue Senador de la República entre 1991-2002.

## Trayectoria
Jaime Vargas Suárez nació en Barranquilla, estudió economía en la Universidad de los Andes, estudió administración de empresas en la Universidad de Loyola en Nueva Orleans.Se desempeñó como Director Financiero de la Escuela Superior de Administración Pública. En sus comienzos como político se desempeñó como diputado del Atlántico, concejal de Barranquilla, representante a la Cámara y senador de la República. Fue ponente de la ley de televisión, del Código Nacional de Transporte, de la ley de servicios públicos domiciliarios y de la creación del Ministerio de Cultura de Colombia. Es autor del proyecto de ley por el cual se crea la Zona Franca Informática de Barranquilla.
Ocupó cargos diplomáticos como Embajador de Colombia ante Las Naciones Unidas y Embajador Extraordinario y Plenipotenciario en la Reunión del Grupo de los 8. Ejerció como senador de la República desde 1991 hasta el 2002 por el Partido Liberal Colombiano. En sus últimos años se desempeñó como presidente de la cadena de noticias Televista desde su fundación en 1988 hasta su muerte en 2017.

### Iniciativas
El legado legislativo de Jaime Vargas Suárez se identificó por su participación en las siguientes iniciativas desde el congreso:
- La Ley de Servicios Públicos Domiciliarios
- Ley de Televisión
- Código Nacional de Transporte
- Ley General de Educación
- Ley de la Creación del Ministerio de Cultura
- Autor del Proyecto de Ley  por el cual se crea la Zona Franca Informática de Barranquilla
- Coautor del proyecto de Ley Régimen Especial para el Distrito Especial, Industrial y Portuario de Barranquilla.